# Arcizac-Adour
Arcizac-Adour é uma comuna francesa na região administrativa de Occitânia, no departamento dos Altos Pirenéus. Estende-se por uma área de 5,1 km², Em 2010 a comuna tinha 558 habitantes (densidade: 109,4 hab./km²)..